# Thug Life: Volume 1
Thug Life: Volume 1 (o anche scritto Thug Life: Vol. 1)  è il primo album del gruppo hip hop Thug Life, creato dal rapper Tupac Shakur, prima di finire in galera, con l'obiettivo di trovare giovani aspiranti rappers ed aiutarli ad esporsi nella scena hip hop. L'album fu inizialmente distribuito dalla sua stessa etichetta Out Da Gutta Records e vanta la collaborazione di Nate Dogg nella canzone How Long Will They Mourn Me?.
L'album contiene soltanto 10 tracce, poiché molte furono oggetto di controversia con la Interscope Records per le numerose critiche al Gangsta rap
e ci sono altre 2 versioni inedite dell'album prodotte da Easy Mo Bee, Johnny J e Tony Pizzaro.
Le tematiche principali dell'album sono la vita difficile nel ghetto, droga e la vita difficile Gangsta. La canzone How Long will they mourn me? verrà poi inserita nella raccolta Greatest Hits del 1998. Kato, uno dei membri di THUG LIFE muore prima delle registrazione del album, in una sparatoria e il gruppo per ricordarlo gli dedica varie canzoni del album.
| Recensione           | Giudizio |
| -------------------- | -------- |
| AllMusic             | [ 1 ]    |
| Q                    | [ 2 ]    |
| Sputnikmusic         | [ 3 ]    |
| Entertainment Weekly | A−       |
| Select               | [ 5 ]    |

## Formazione
- Tupac Shakur
- Big Syke
- Macadoshis
- Mopreme
- The Rated R
- Kato
- Stretch

## Tracce
1. Bury Me a G (2Pac, Mopreme, Rated R, Big Syke, Macadoshis featuring Natasha Walker of Y.N.V.) – 4:58 – Thug Music
2. Don't Get It Twisted (Mopreme Shakur, Rated R, Macadoshis) – 3:19 – Professor Jay, Mopreme
3. Shit Don't Stop (2Pac, Mopreme, Rated R, Big Syke, Macadoshis featuring Y.N.V.) – 3:46 – Thug Music
4. Pour Out a Little Liquor (2Pac) – 3:29 – Johnny "J"
5. Stay True (2Pac, Mopreme & Stretch) – 3:09 – Thug Music
6. How Long Will They Mourn Me? (2Pac, Rated R, Big Syke & Macadoshis featuring Nate Dogg) – 3:52 – Warren G, Professor Jay
7. Under Pressure (2Pac & Stretch) – 4:32 – Thug Music
8. Street Fame (Mopreme, Rated R & Big Syke) – 4:00 – Stretch, Professor Jay
9. Cradle to the Grave (2Pac, Mopreme, Rated R, Big Syke & Macadoshis) – 6:13 – Big Syke, Professor Jay
10. Str8 Ballin' (2Pac) – 5:04 – Easy Mo Bee

## Classifiche settimanali
| Classifica (1994)         | Posizione massima |
| ------------------------- | ----------------- |
| Stati Uniti               | 42                |
| US Top R&B/Hip-Hop Albums | 6                 |